# A-Jax
A-Jax (hangul: 에이젝스; rr: Eijekseu; muitas vezes estilizado como A-JAX) é um grupo masculino sul-coreano formado pela DSP Media em 2012. No início de sua carreira, o grupo era conhecido como DSP Boyz, mas depois foi mudado para A-Jax. O grupo é composto atualmente por cinco membros: Hyeongkon, Yunyoung, Seungjin, Seungyeop e Junghee. Eles fizeram a primeira aparição como um grupo no programa da MBC Making the Star - DSP Boyz em 24 de abril de 2012. O grupo fez sua estréia oficial com o single One 4 U na Coreia do Sul em 1 de junho e no Japão em 8 de agosto de 2012 com a mesma música.

## Carreira

### Pré-estréia
A estreia do grupo foi anunciada através de um teaser em 1 de abril de 2012. Durante esse período, eles foram temporariamente chamados de DSP Boyz. Mais teasers foram revelados durante o tempo na conta oficial da DSP Media no YouTube, o segundo teaser foi lançado em 4 de abril, o terceiro em 9 de abril e o último em 12 de abril. Em 13 de abril, o grupo assinou um ano de contrato como modelos para a marca casual esportiva Spris. A DSP Media lançou na conta oficial do YouTube teasers de três dos membros; Jaehyung em 17 de abril, Yunyoung em 18 de abril, (Hyojun naquele momento) em 19 de abril, Sungmin em 20 de abril, Seungyeop e Hyeongkon em 22 de abril e Seungjin em 23 de abril.
A DSP Media anunciou o nome oficial do grupo como "A-JAX" em 24 de abril e a DSP também explicou o significado do nome do grupo: A-Jax é uma referência ao herói grego mitológico que ajudou a trazer a vitória aos gregos durante a Guerra de Troia. No dia 7 de maio, um vídeo misterioso com o membro do Kara, Goo Hara, foi revelado na conta do YouTube do DSP Media com uma voz masculina em segundo plano. O vídeo criou uma confusão porque não foi revelado se o vídeo fosse um teaser para um próximo retorno coreano do KARA, ou um teaser para um próximo evento solo de Hara, ou algo relacionado a A-Jax. Em 10 de maio, um outro vídeo de Hara foi lançado, revelando que o teaser estava relacionado a A-Jax. No vídeo, Uma música do grupo (no momento em que o nome não foi revelado) estava tocando em segundo plano. No dia 15 de maio, a DSP Media lançou a música e o videoclipe da música tocada no teaser, chamado Never Let Go. No vídeo musical só aparece Hara. Mais tarde, afirmou-se que a música era apenas uma música prologue.
Em 21 de maio, revelou-se que o A-Jax estava  e se preparando para serem dançarinos de abertura nos últimos dois shows do KARA na primeira turnê, Karasia, em Saitama, Japão. Os membros declararam: É uma honra poder estar em um palco tão grande antes da nossa estréia. Será uma experiência de aprendizagem para nós. Como é uma ótima oportunidade, vamos trabalhar para mostrar o máximo de nossos O charme possível.

### 2012: Estréia comOne 4 Ue2MYX
Em 1 de maio, foi revelado que o grupo estreará na Coreia do Sul e no Japão simultaneamente em 2012. Também foi revelado pela DSP que A-Jax será o primeiro grupo ídolo coreano a estrear na Coreia e no Japão simultaneamente e siga os passos do grupo SS501. A-Jax assinou sob as condições equivalentes que outros grupos de ídolos masculinos coreanos, que já estabeleceram sua popularidade, foram dados, tornando-se um evento sem precedentes. Assim, eles estão recebendo muita atenção da indústria musical japonesa. Para os lançamentos japoneses, eles assinaram com a gravadora Universal Sigma, onde seus colegas de gravadora Kara em Rainbow estão atualmente assinados.
Em 28 de maio, a DSP Media lançou na conta oficial do YouTube de A-Jax, um teaser musical para sua música de estreia oficial One 4 U. Mais tarde, afirmou que o vídeo musical custou US$42,500 USD apenas com efeitos CG. O vídeo musical e o álbum de One 4 U foram lançados em 1 de junho. O grupo fez sua estreia oficial no programa Show! Music Core em 2 de junho, com as músicas Never Let Go (usada como abertura) e One 4 U. Em 4 de junho, afirmou-se que o grupo atuará na nação japonesa , juntamente com os artistas AAA, Aaron, Breathe, Da Pump, Deep, Davichi'' Miura, Shu-I, U-KISS e 4ever. O evento será realizado em Yoyogi em 9 de agosto.
Em 19 de junho, o Sigma Universal anunciou que One 4 U foi reescrito em japonês e será lançado como seu single de estreia no Japão. O single será lançado em 8 de agosto de 2012. Também foi anunciado que o grupo fará um evento Handshake comemorando o lançamento do single. Será realizada em Tóquio, em 8 de agosto, em Osaka, em 10 de agosto, em Nagoya, em 11 de agosto e em Fukuoka, em 12 de agosto.
Em 7 de julho, a DSP Media iniciou um evento chamado Wing Car Project, para o grupo conhecer seus fãs fora de Seul. Nessa mesma afirmação, também foi anunciado que o grupo lançará um novo single digital em julho. Um dia depois, foi revelado uma foto das costas do caminhão, revelando o nome do novo single, intitulado Hot Game. O single foi oficialmente lançado em 11 de julho de 2012. Em 17 de julho, o fã-cafe de A-Jax foi atualizado com o nome do fã do grupo, para ser intitulado A-Light. Em 9 de agosto, a Universal Sigma anunciou que Hot Game foi reescrito em japonês e será lançado como o segundo single japonês do grupo.
O grupo lançou seu primeiro álbum de estreia intitulado 2MYX em 15 de novembro. O EP inclui três músicas novas e as músicas já lançadas na Coreia do Sul, One 4 U, Never Let Go e Hot Game.

### 2013-presente:Insane, Snakee mudanças na formação
Em 26 de junho de 2013, foi revelado na conta oficial do Twitter do A-Jax que o grupo retornará com seu segundo mini-álbum intitulado Insane, com a música do mesmo título sendo a faixa promocional. Também foi revelada a capa do mini-álbum. O mini-álbum será lançado em 11 de julho de 2013 com a distribuição da LOEN Entertainment.
Em 21 de outubro de 2013, a agência anunciou o retorno do grupo quando eles revelaram a foto da capa do álbum para o próximo single Snake. Serpente é dito ser o gênero de música alegre e funky onde as letras aludem o amor de um jovem a de uma cobra.
Em dezembro de 2014, o grupo participou do álbum especial de Natal da DSP Media com a música Like Lovers (em coreano:  연인처럼).
Em 8 de janeiro de 2015, a DSP Media anunciou que Jaehyung se alistaria no exército como oficial de serviço público. Em 7 de janeiro de 2016, a DSP Media anunciou que a Sungmin havia deixado o grupo. Em 5 de fevereiro de 2016, a DSP Media anunciou Jaehyung e Jihu deixariam o grupo. Jihu e Sungmin permaneceram na gravadora, enquanto o contrato de Jaehyung terminou. Junghee foi adicionado ao grupo e A-Jax continuará promovendo como um quinteto. Em 11 de dezembro de 2016, o grupo realizou um Showcase, em Tóquio, Japão, intitulado A-JAX SHOWCASE [A-JAX RISING].

## Integrantes
- Dowoo (em coreano:  도우), nascido Kim Hyeongkon (em coreano:  김형곤) em 3 de dezembro de 1988 (36 anos) em Bucheon, Gyeonggi, Coreia do Sul. Alterou legalmente seu nome para Kim Dowoo (em coreano:  김도우).[26][27]
- Yunyoung (em coreano:  윤영), nascido Maeng Yunyoung (em coreano:  맹윤영) em 15 de fevereiro de 1993 (32 anos) em Seul, Coreia do Sul.
- Seungjin (em coreano:  승진), nascido Ham Seungjin (em coreano:  함승진) em 5 de outubro de 1994 (30 anos) em Busan, Coreia do Sul.
- Seungyep (em coreano:  승엽), nascido Lee Seungyep (em coreano:  이승엽) em 23 de outubro de 1994 (30 anos) em Goyang, Gyeonggi, Coreia do Sul.
- Junghee (em coreano:  중희), Jo Junghee (em coreano:  조중희) em 27 de novembro de 1995 (29 anos) em Seul, Coreia do Sul.

### Ex-Integrantes
- Jaehyung (em coreano:  재형), Seo Jaehyung (em coreano:  서재형) 2 de abril de 1990 (34 anos) em Seul, Coreia do Sul.
- Jihu (em coreano:  지후), nascido Moon Hyojun (em coreano:  문효준) em 29 de abril de 1991 (33 anos) em Seul, Coreia do Sul. Alterou legalmente seu nome para Moon Jihu (em coreano:  문지후).
- Sungmin (em coreano:  성민), Park Sungmin (em coreano:  박성민) em 31 de maio de 1993 (31 anos) em Busan, Coreia do Sul.

## Discografia

### Extended Plays
- 2012: 2MYX
- 2013: Insane
- 2013: Snake

## Filmografia
- MBC Making the Star: DSP Boyz (2012)
- SNS Drama 'Vampire's Flower' (2014)